# Jana Walerjewna Martynowa
Jana Walerjewna Martynowa (russisch Яна Валерьевна Мартынова; * 3. Februar 1988 in Kasan) ist eine russische Schwimmerin.
Sie nahm 2004 an den Olympischen Spielen in Athen über 400 m Lagen teil, kam jedoch nicht über den Vorlauf hinaus. 2006 erreichte sie bei den Europameisterschaften den fünften Platz. Bei den Weltmeisterschaften 2007 gewann Martynowa die Silbermedaille. 2008 gewann sie bei den Europameisterschaften Bronze. Im selben Jahr nahm sie an den Olympischen Spielen in Peking teil, bei denen sie auf ihrer Spezialstrecke 400 m Lagen Siebte wurde. Außerdem startete sie auch über 200 m Schmetterling, wo sie allerdings im Vorlauf ausschied. 2012 nahm Martynowa in London an ihren dritten Olympischen Spielen teil, bei denen sie jedoch nicht das Finale erreichte. Bei der Universiade 2013 in ihrer Geburtsstadt Kasan gewann sie Gold über 400 m Lagen und Bronze über 200 m Schmetterling. Im Juni 2015 wurde Martynowa bei einer Dopingkontrolle positiv auf Ostarin getestet und anschließend für vier Jahre gesperrt.